# Březí nad Oslavou
Březí nad Oslavou (deutsch Brzezy, 1939–45 Birkicht) ist eine Gemeinde in Tschechien. Sie liegt sieben Kilometer südlich von Žďár nad Sázavou und gehört zum Okres Žďár nad Sázavou.

## Geographie
Březí nad Oslavou befindet sich linksseitig des Baches Bohdalovský potok an der Südflanke des Hügels Na bouchačkách (Brzezyberg, 567 m) in der Böhmisch-Mährischen Höhe. Im Norden liegt das Tal der Oslava. Südöstlich befindet sich der Stausee Ostrov und im Südwesten der Teich Rendlíček. Im Osten erhebt sich der Zemanův kopec (558 m).
Nachbarorte sind Radonín im Norden, Vatín im Nordosten, Sazomín und Obyčtov im Osten, Ostrov nad Oslavou im Südosten, Kotlasy im Süden, Pokojov und Bohdalov im Südwesten, Újezd im Westen sowie Nové Veselí und Budeč im Nordwesten.

## Geschichte
Die erste urkundliche Erwähnung des Dorfes erfolgte im Jahre 1447. Das Dorf gehörte seit dem 16. Jahrhundert zur freien Gutsherrschaft Neu Wessely. 1672 wurde in Neu Wessely eine Schule eingerichtet, deren Einzugsgebiet auch die umliegenden Orte inklusive Březí umfasste. 1709 verkauften die Grafen Kinsky die Gutsherrschaft Neu Wessely für 55.000 Gulden an den Saarer Abt Václav Vejmluva. Seit 1777 ist das Dorf zur Pfarre Nové Veselí zugehörig.
Nach der Aufhebung der Patrimonialherrschaften bildete Březí ab 1850 eine Gemeinde im politischen Bezirk Neustadtl.
1897 wurde die Straße von Březí nach Kotlasy errichtet. Am 27. Jänner 1916 überflog ein Zeppelin-Luftschiff das Dorf. 1921 lebten in Březí 324 Menschen. Die ruinöse alte Kappel wurde 1942 abgetragen, ihre Glocke erhielt die neue Kapelle. Seit 1949 gehört die Gemeinde zum Okres Žďár nad Sázavou. Seit dem Jahre 1961 führt die Gemeinde den Namenszusatz nad Oslavou. 1962 begann der Bau eines Kulturhauses. 1965 wurde die Straße von Bohdalov nach Ostrov nad Oslavou zur Fernstraße ausgebaut.

## Gemeindegliederung
Für die Gemeinde Březí nad Oslavou sind keine Ortsteile ausgewiesen.

## Sehenswürdigkeiten
- Kapelle
- Teich Rendlíček mit 42 ha Wasserfläche und Feriensiedlungen
- Marterl an der Straße nach Kotlasy, errichtet 1866